# Gui Pádua
Gui Pádua (Pratápolis, 24 de outubro de 1974) é um paraquedista brasileiro.

## Carreira
Possui cerca de 17.000 saltos como paraquedista.  No canal SporTV, apresentou o programa Atmosphera. no Programa Esporte Espetacular apresentou o quadro QuedaLivre por 03 anos. Participou, temporariamente, no programa Legendários e foi um dos competidores da quarta edição do reality show A Fazenda da Rede Record. Apresenta o Programa Aprendiz Animal no AnimalPlanet (Brasil e America Latina)
Gui Pádua participou do desfile da G.R.E.S Portela nos anos de 2015 e 2016, saltando de paraquedas e pousando dentro da Sapucaí, ao vivo para mais de 140 países.

### Premiações
- Campeão Brasileiro de Skysurf- 2004[2][3]
- Campeão Mundial de Skysurf 1996
- Vice-Campeão dos X-Games 1997
- Recordista Mundial de Skysurf sem Oxigenio (26.000 pés) 2004
- Recordista Mundial de Tempo em Queda Livre- 4min40seg- 2007
- Paraquedista e basejumper

Melhor Atleta do ano 1996 pelo COB - brazilian olympic comite